# Trujillo (Pérou)
Pour les articles homonymes, voir Trujillo.
Trujillo est une ville péruvienne, chef-lieu de la région de La Libertad et la troisième ville du Pérou par le nombre d’habitants. Située dans la vallée du fleuve Moche au nord-ouest du Pérou, elle se trouve à quelques kilomètres de l’océan Pacifique. La ville est le centre de la seconde zone métropolitaine la plus peuplée au Pérou.
En 2007, Trujillo comptait 811 979 habitants dans une aire urbaine d'environ 110 000 ha, ce qui en faisait déjà la troisième aire métropolitaine la plus peuplée du Pérou. Elle comprend neuf districts, dont juste cinq appartiennent complètement à son unité urbaine.
Trujillo fut fondé le 6 décembre 1534 par Diego de Almagro sous le nom de Trujillo de Nouvelle-Castille et s’étendait sur un territoire autrefois peuplé de civilisations pré-colombiennes. Sa fondation fut rendue officielle le 5 mars 1535 par Francisco Pizarro avec la mise en place du premier cabildo de la ville,.
Pour son rôle dans le processus d’indépendance, la ville obtint la mention de Ville Méritoire et Fidélissime à la Patrie. En 1824, par décret de Bolívar, Trujillo fut la capitale provisoire du Pérou. En 1823, elle a hébergé un gouvernement de facto de Riva Agüero, destitué avant son transfert et sans reconnaissance officielle. La ville fut aussi la scène principale de la révolution de Trujillo de 1932, qui opposa le gouvernement de Luis Sánchez Cerro aux partisans du mouvement de l'APRA. 
Au Pérou, Trujillo est souvent surnommé la « ville du printemps éternel », en raison des températures moyennes dont elle bénéficie tout au long de l'année. Trujillo est aussi le théâtre principal des festivités régionales, dont le Festival international du printemps et le Concours national de la Marinera. 
Sur le plan culturel, la ville accueille les sites archéologiques de Chan Chan, la plus grande cité en adobe au monde, la Huaca del Sol et la Huaca de la Luna. En plus, le centre de la ville conserve de nombreux édifices datant de l'époque coloniale tels que la cathédrale de Trujillo, des maisons coloniales, de nombreuses églises et des hôtels particuliers. 
Trujillo est également la ville natale de personnalités nationales, comme l'homme politique Víctor Raúl Haya de la Torre, fondateur du mouvement politique Alliance populaire révolutionnaire américaine.
Le centre historique de la ville a été proposé en 1996 pour une inscription au patrimoine mondial et figure sur la « liste indicative » de l’UNESCO dans la catégorie patrimoine culturel.

## Histoire

### Héraldique
- Blason : Les armoiries de la ville ont été attribuées le 7 décembre 1537 par décret royal du roi d'Espagne, Charles Quint. L'écu se compose de deux colonnes s'élevant de l'eau, d'une couronne royale entourée de perles et de pierres précieuses et de deux bâtons entourant la lettre K (pour Karolus, chiffre royal du roi) ; au dos, un griffon noir tourné vers la droite soutient l'écu.
- Drapeau : Le drapeau est le blason sur fond blanc ; il est porté lors des cérémonies officielles de la municipalité de Trujillo sur la place principale de la ville. Il est également utilisé tous les 29 décembre pour commémorer la proclamation de l'indépendance de Trujillo en 1820.
- Hymne : L'hymne a été écrit par Ramiro Mendoza Sánchez sur une musique composée par Ramiro Herrera Orbegoso. Il est joué principalement lors de cérémonies civiques officielles.

### Époque précolombienne
Les premières traces de peuplement humain retrouvées dans la région de Trujillo datent de 10 000 avant notre ère. Ces populations étaient partiellement nomades et fabriquaient des instruments en silex qui servaient pour la chasse, la pêche et la cueillette. Les sites de La Cumbre y Quirihuac sont les plus représentatifs de cette époque.
Durant la période archaïque, les premières tribus familiales rassemblées dans un même territoire apparaissent. Ces petites cultures commencent à pratiquer l’élevage des animaux et l’agriculture, ce qui va entraîner la sédentarisation et l’apparition des premiers centres architecturaux. Les activités religieuses et textiles sont aussi présentes à cette époque, comme le montrent les fouilles archéologiques de Huaca Prieta, Alto Salaverry et Cerro Negro ou Prieto.
Pendant la première période intermédiaire (~100 av. J.-C. à 750 ap. J.-C.), l’agriculture joue un rôle primordial dans la vie sociale. Ces cultures se caractérisent alors par l’apparition des premiers complexes funéraires destinés à des personnages importants. La civilisation Moche est exemplaire de cette période.

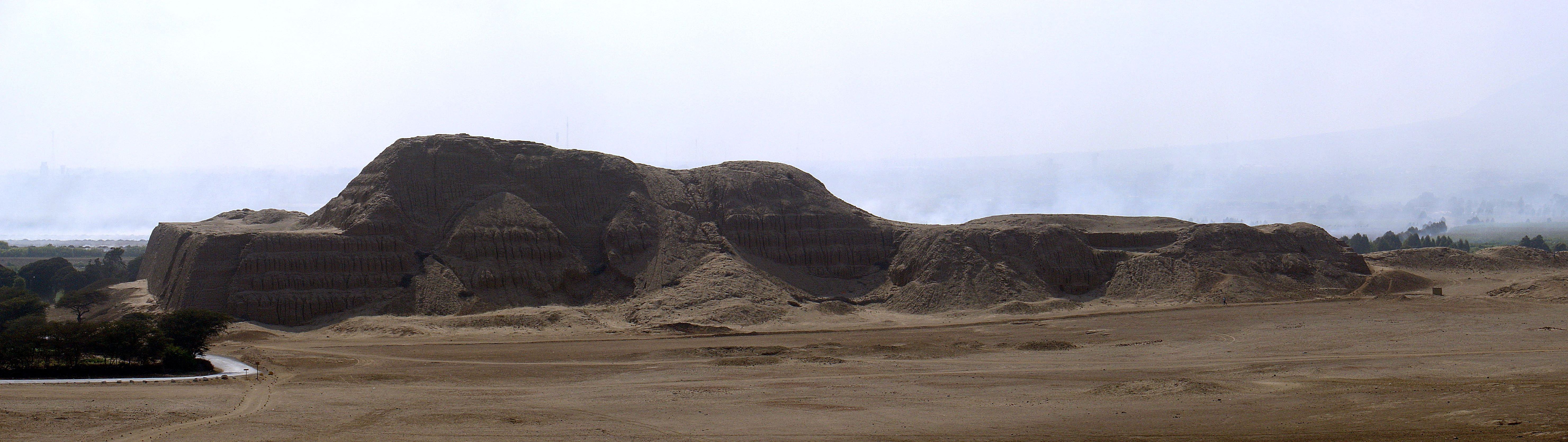
Huaca del Sol, culture moche, au sud de Trujillo.

#### Culture moche
La culture Moche s’est développée du Ier au VIIe siècle. Elle s’est étendue sur un territoire d’environ 700 km de long, allant de la région actuelle de Piura au nord, jusqu’à la province de Huarmey au sud. Des hypothèses suggèrent que le déclin des Moches est dû aux problèmes engendrés par des crues catastrophiques des fleuves, les dégâts du phénomène El Niño et les tremblements de terre qui se succèdent au VIIe siècle. 
Les principaux centres moches se trouvaient dans les vallées des fleuves Chicama, Moche et Virú. Les Moches ont utilisé des briques d’adobe pour construire des temples, tels que la Huaca de la Luna, la Huaca del Sol, la Huaca de Sipán et la Huaca de Batan Grande.
Les Moches se sont également investis dans des activités comme la métallurgie et la céramique, techniques dans lesquelles ils sont parvenus à un haut degré de maîtrise.

#### Culture chimú
La culture chimú avait pour capitale la citadelle de Chan Chan, située à 5 km de la ville de Trujillo. Son territoire principal s’étendait sur les vallées des fleuves Moche, Chicama et Virú, dans la province actuelle de Trujillo. Les Chimús sont apparus vers l’an 900 pour former un État puissant qui dura jusqu’à l’an 1470, date à laquelle les Incas conquièrent et annexent le royaume Chimor à l’empire du Tahuantinsuyo.
Les monuments chimús servaient souvent à des fins cérémoniales et rituelles, où le culte à la Lune, appelée Si, occupait une place importante. Contrairement aux Incas, les Chimús considéraient la Lune comme une divinité plus puissante que le Soleil, car elle était visible pendant le jour et la nuit.

#### Époque inca
Sous le règne de Tupac Yupanqui, les Incas sont partis à la conquête de l’empire chimú en plein essor. Ils mirent le siège devant la citadelle de Chan Chan et ils parvinrent à la soumettre en interrompant son ravitaillement en eau pendant des mois. Par la suite, les Chimús furent assujettis à l’empire Inca et ils durent payer un tribut de population, de territoires et de biens matériels.
Pourtant, les peuples tributaires chimús, sous domination inca, avaient la permission d’avoir leur propre gouvernement, religion et coutumes. Les plus grands orfèvres et artisans chimús furent envoyés à Cuzco pour embellir les palais de la noblesse inca.

Arts précolombiens.
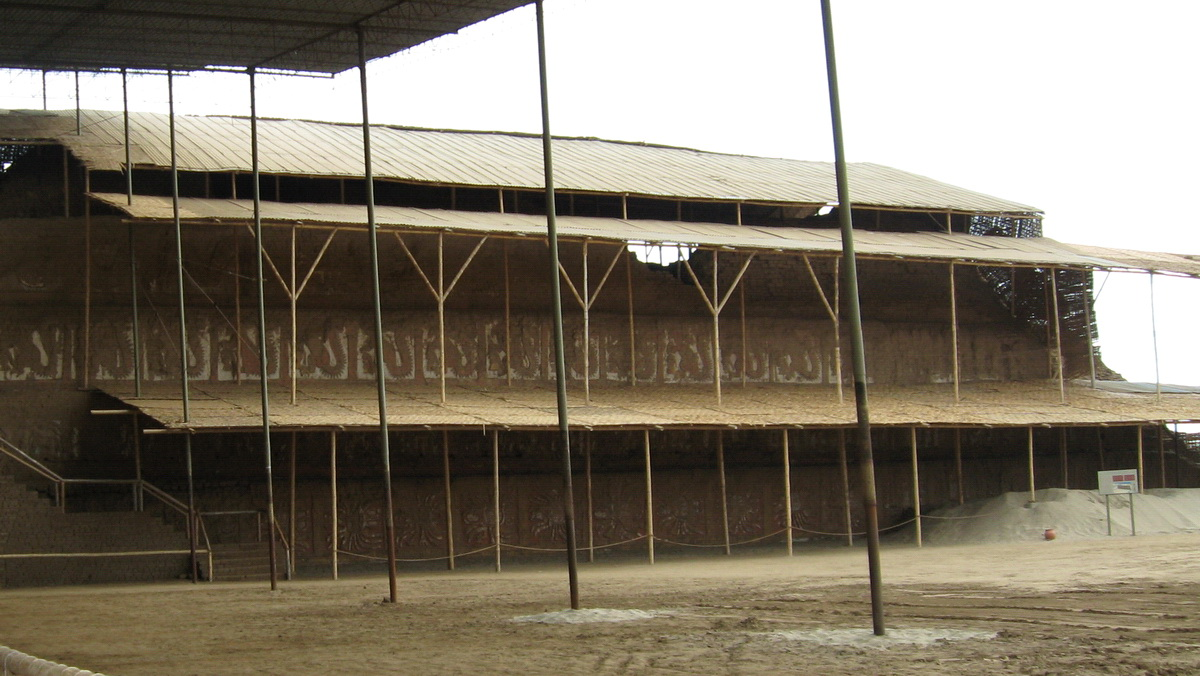
Huaca de la Luna.
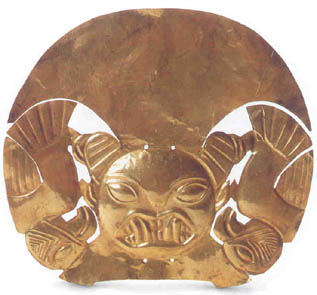
Parure de tête Moche (IVe siècle).
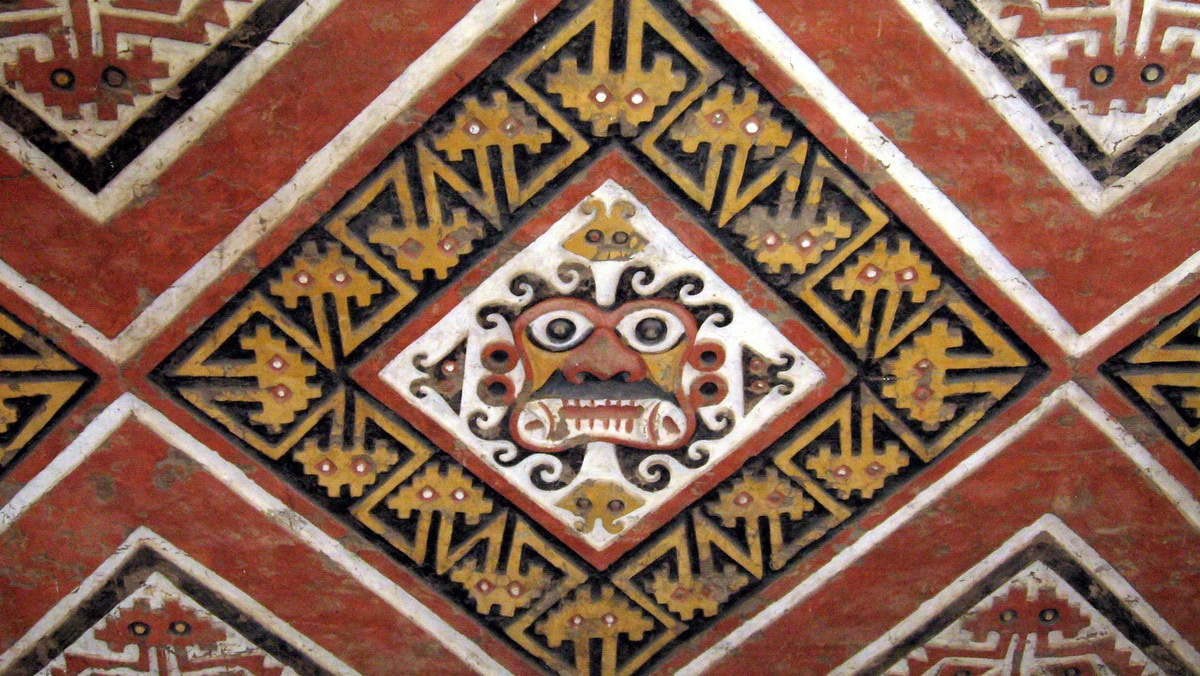
Art Moche - Dieu "Ai apaec" dans le Huacas del Sol y de la Luna.
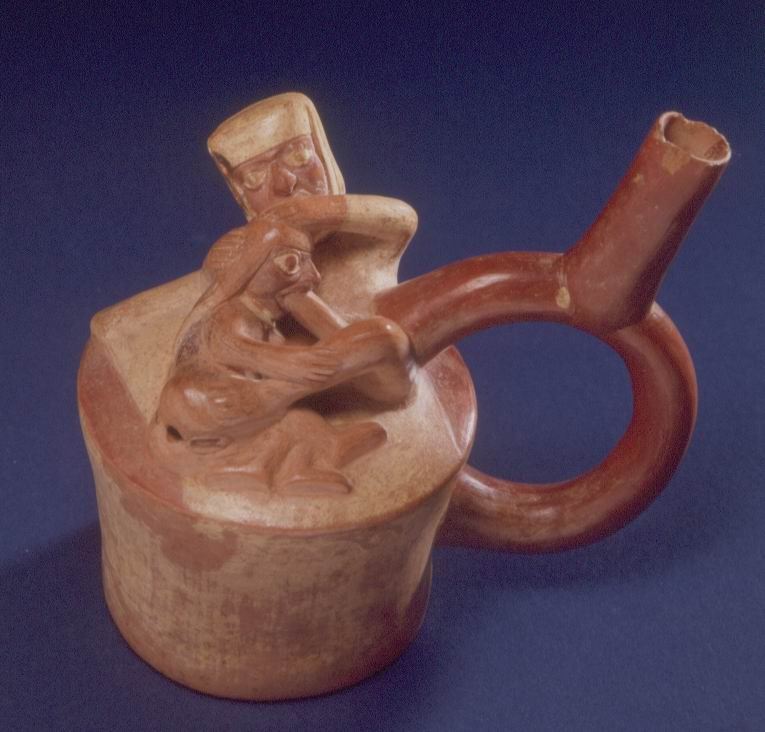
Vase-portrait Moche - Scène de sexualité orale, une femme pratiquant une fellation.
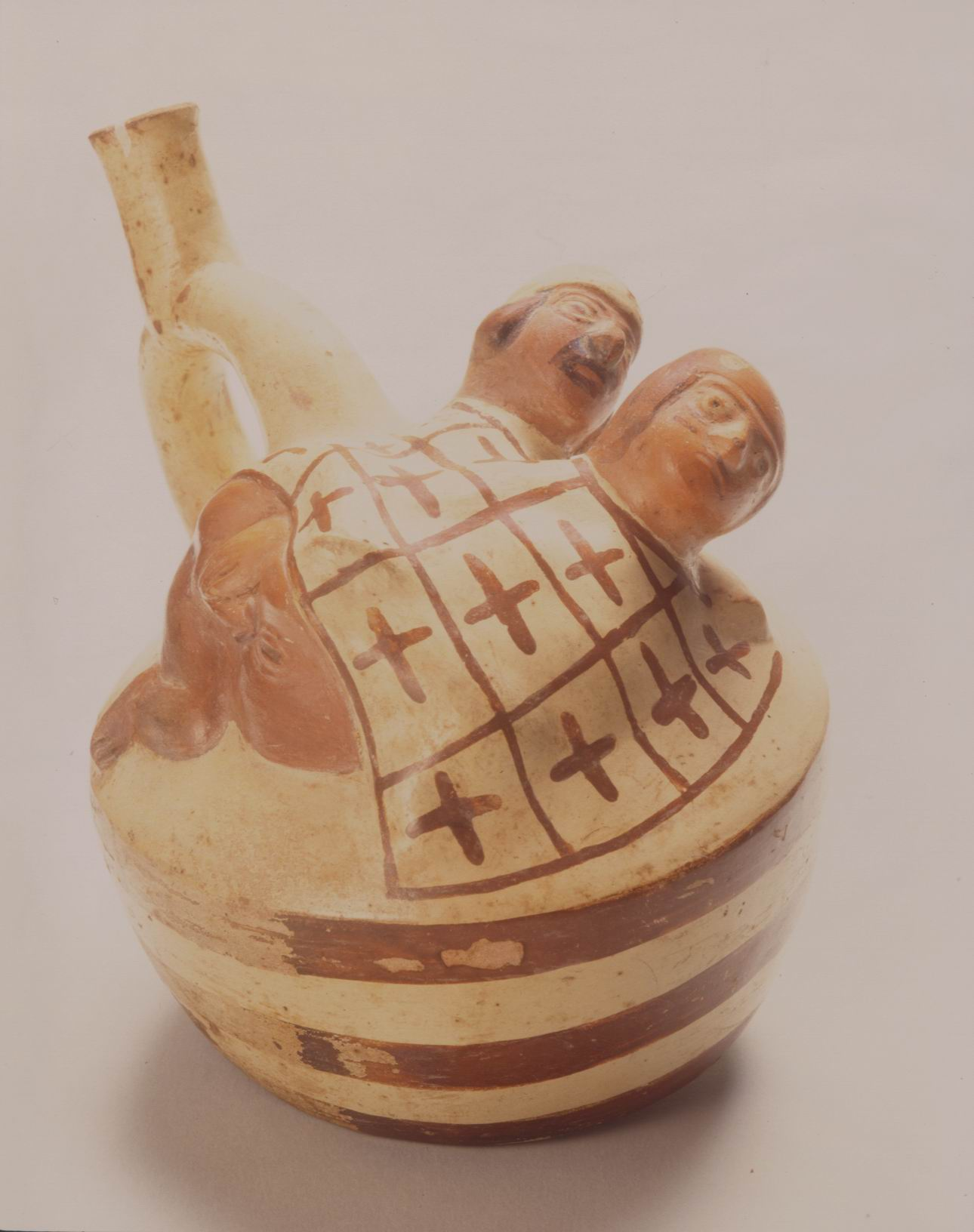
Vase-portrait Moche, un homme et une femme pratiquant le sexe anal.
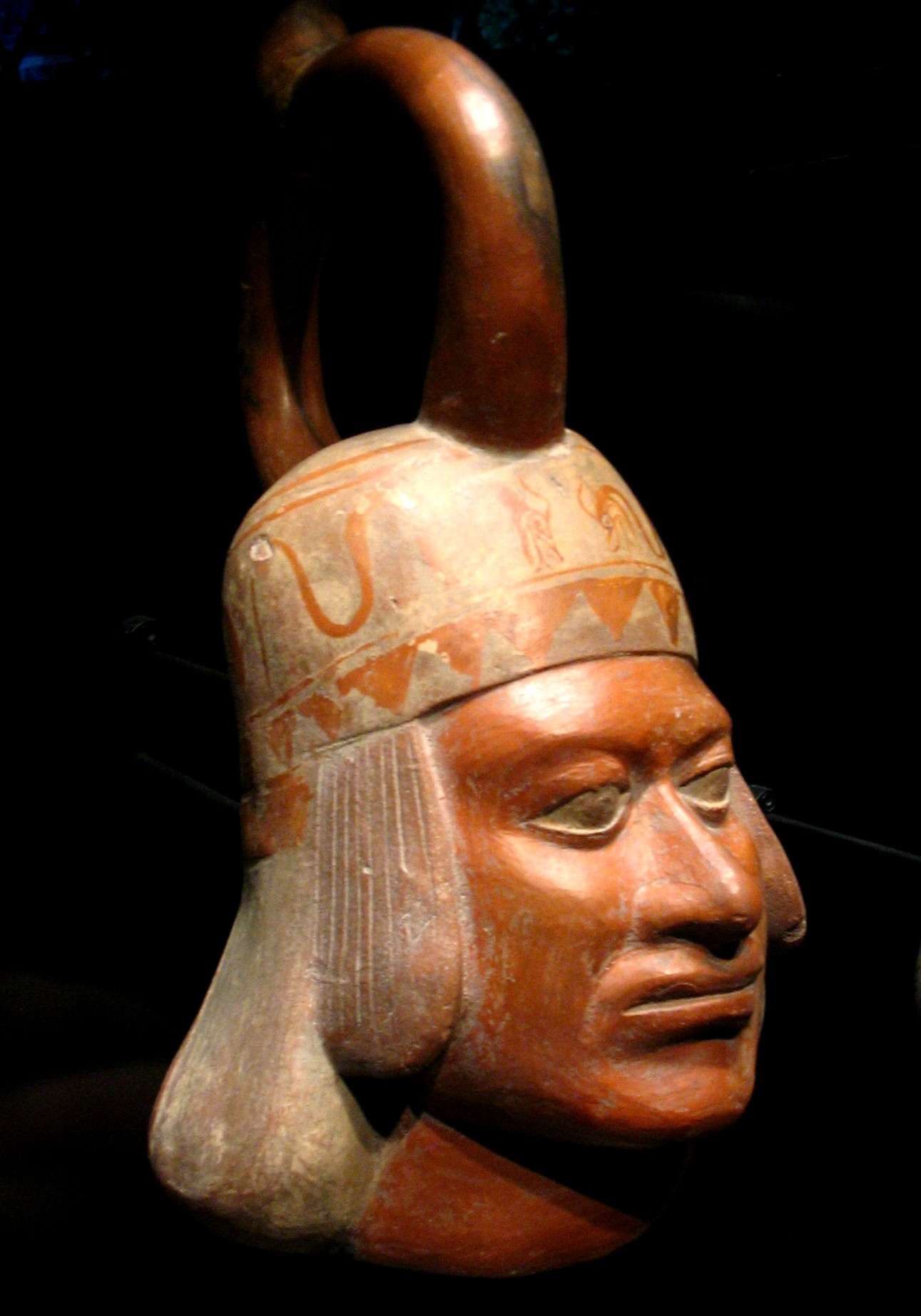
Un vase-portrait Moche.

### Époque coloniale

#### Fondation
Trujillo fut l'une des premières villes des Amériques fondées par les conquistadors espagnols. Ils arrivèrent dans une région habitée et développée depuis des millénaires par les peuples indigènes. 
Selon l'historien Napoléon Cieza Burga, le conquistador Diego de Almagro fonda la première colonie le 6 décembre, 1534. 
Le nom de la ville est un hommage au village espagnol (aujourd'hui c'est une petite commune) de Trujillo où naquit Francisco Pizarro, conquistador du Pérou. 
La ville est devenu le siège du nouveau diocèse de Trujillo en 1577. Elle a été fondée parmi quatre colonies Chimu : Huanchaco, Huamán, Moche et Mampuesto, pour créer une alliance contre les Incas. 

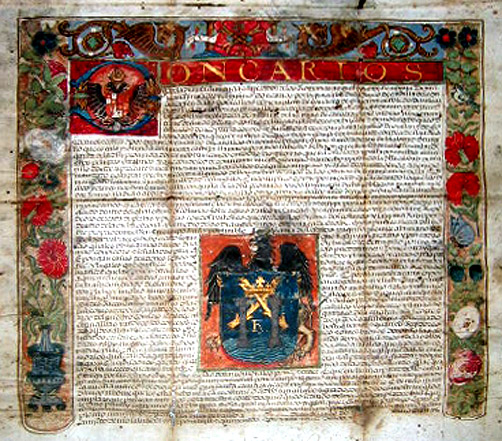
Cédule royale de Charles Quint octroyant les armoiries à la ville de Trujillo.

Le 23 novembre 1537, le roi Charles Ier d'Espagne donna à la cité le rang de " ville " et les armoiries qui restent un symbole pour la ville ; elle fut la première ville du Pérou à recevoir un blason du roi. En 1544, Trujillo comptait environ 300 maisons et 1 000 habitants, et une économie florissante grâce aux cultures de canne à sucre, blé et autres cultures alimentaires et l'élevage du bétail.
Les colons espagnols ont accueilli un large éventail d'ordres religieux dès sa fondation et la construction d'églises a connu un essor considérable dans la ville au cours des XVIe siècle et XVIIe siècle. En 1577, le pape Grégoire XIII créa le diocèse de Trujillo et, en 1616, les travaux de construction de la cathédrale commencèrent.
Le 14 février 1619, Trujillo fut frappée par un tremblement de terre qui provoqua la destruction quasi totale de la ville et la mort d'environ 400 de ses habitants. La reconstruction a été lente. Les gens ont développé une dévotion à la Saint-Valentin, le jour où le tremblement de terre a frappé. Les Jésuites ont ouvert un séminaire et une école pour l'éducation et la formation des prêtres ; ils ont aussi servi de missionnaires aux peuples indigènes, en introduisant le christianisme.

#### Trujillo auXVIIesiècle

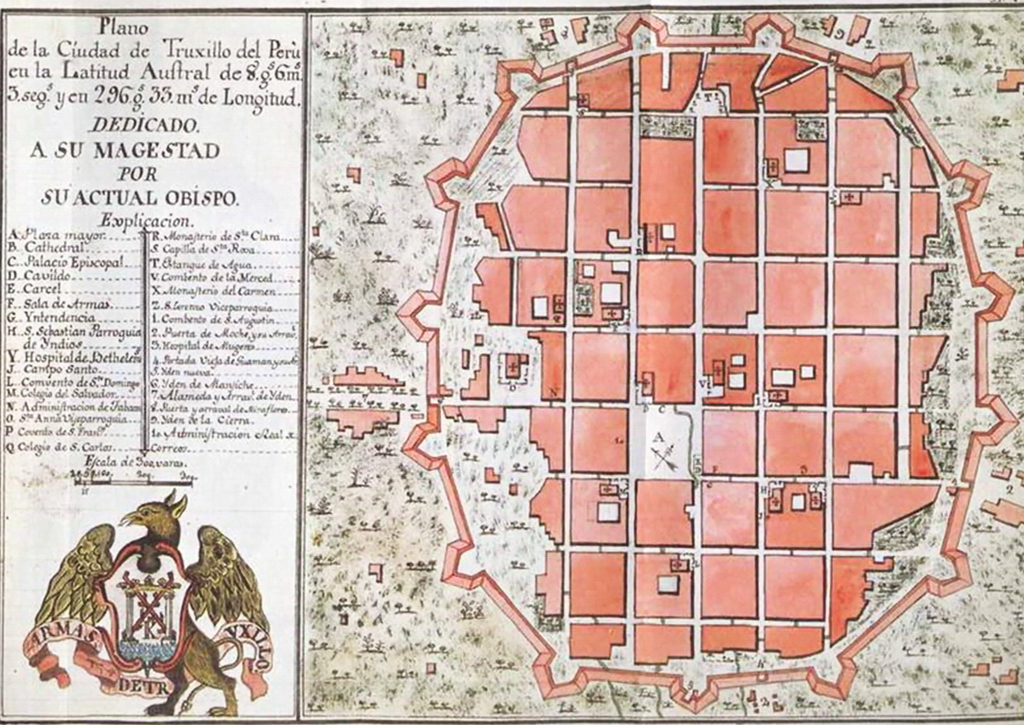
Carte de Trujillo de 1786, par Baltasar Jaime Martínez Compañón, montrant le mur d'enceinte.

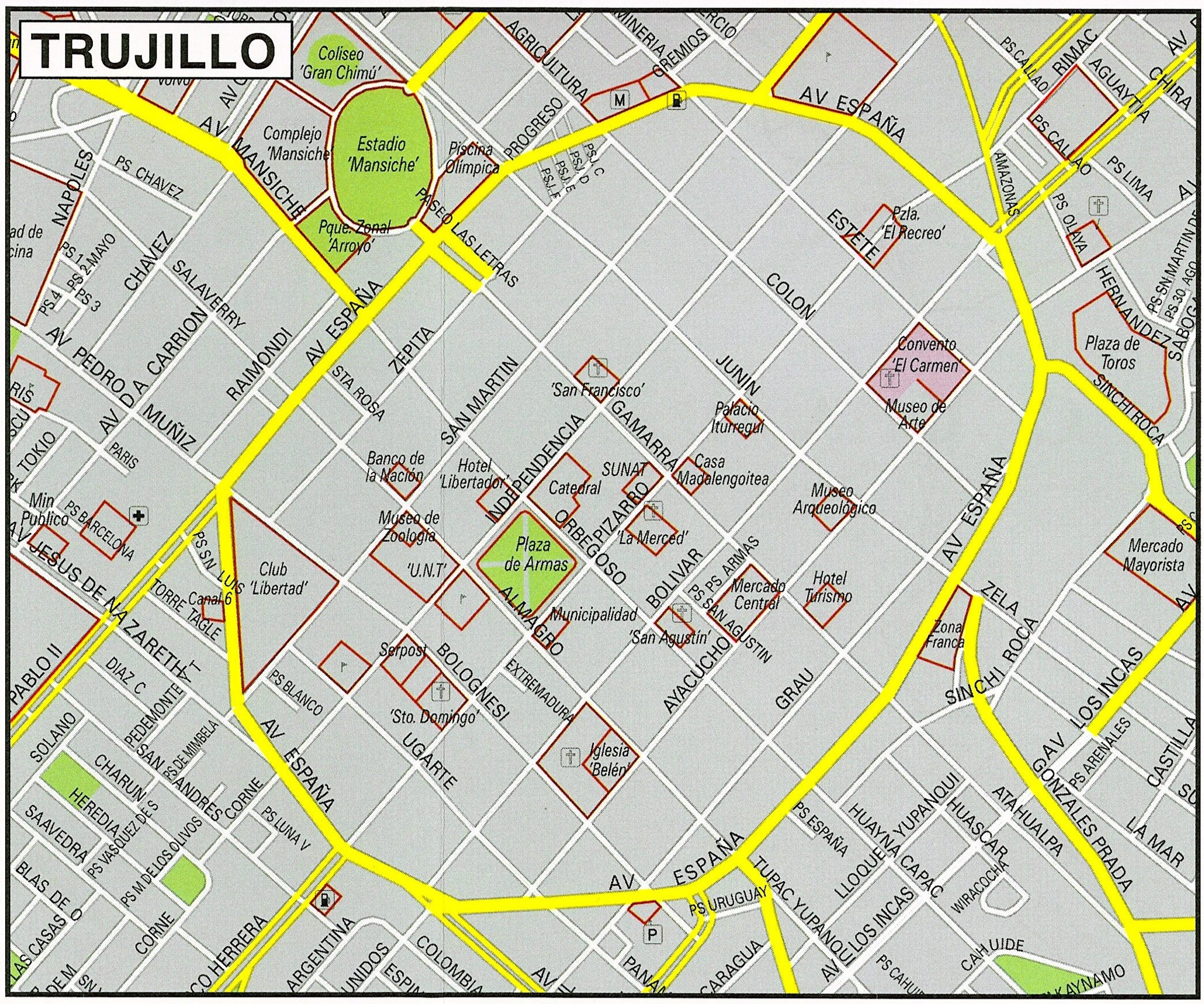
Carte du centre historique actuel de Trujillo montrant l'emplacement de l'ancien mur d'enceinte.

En raison de la proximité de la ville avec l'océan (à environ 4 km) et du danger d'attaque par les pirates et les corsaires, un mur d'enceinte fut construit pour sa défense sous le règne (1681-1689) du vice-roi Melchor de Navarra y Rocafull et des maires Bartolome Martinez et Fernando Ramirez Jarabeitia Orellana. 
Ce mur a été construit par un architecte italien, Giuseppe Formento, qui a commencé la construction le 19 février 1687. Formento a basé son plan sur celui de Léonard de Vinci pour la ville italienne de Florence. Le mur mesure 5,5 km de périmètre et a une forme elliptique pour réduire les coûts de construction. Il a nécessité plus de 100 000 briques et a été achevé en 1689. La structure défensive était composée de 15 bastions et 5 portes couvertes.
Le Porte Huamán était orientée vers l'ouest sur la route menant au village du même nom, la Porte Mansiche était située au nord sur la route principale, la Porte de Miraflores s'ouvrait à l'est. La Porte de la Sierra a été nommée d'après la route menant à cette région, enfin la Porte de Moche donnait au sud. 
En 1942, la ville a élaboré un plan directeur ; en suivant le tracé de l'ancienne muraille, elle a construit l'Avenue España pour encercler la zone appelée désormais "Centre historique de Trujillo".

#### Trujillo auXVIIIesiècle
Dans la seconde moitié du XVIIIe siècle, de graves sécheresses et des épidémies ont provoqué une crise économique majeure pour la ville qui dépendait de l'agriculture. Trujillo a ensuite repris de l'importance, en partie à cause de la destruction de la ville de Saña par les inondations en 1720. Trujillo a également souffert d'inondations en 1701, 1720, 1728 et 1814 ; et des séismes de 1725 et 1759.
En 1760, on estimait à 9 200 le nombre de personnes vivant à proximité de la ville. La fondation de la municipalité de Trujillo en 1779 a coïncidé avec un pic de prospérité pour la ville. De nombreux terrains non bâtis sont restés à l'intérieur des murs de la ville, mais Trujillo était déjà considérée comme l'une des villes les plus importantes du nord du Pérou à l'époque coloniale.

### Trujillo auXIXesiècle

#### L’Indépendance
Inspiré par les idées libérales des membres de ses institutions éducatives, Trujillo est devenu le centre principal des sentiments républicains péruviens. Dirigé par le maire de la ville et intendant le marquis José Bernardo de Tagle, l'Intendance de Trujillo a proclamé son indépendance le 29 décembre 1820. Trujillo a été ainsi la première ville du Pérou à se déclarer indépendante de l'Espagne, les actes nécessaires à cet effet ont eu lieu entre le 24 décembre 1820 et le 6 janvier 1821.

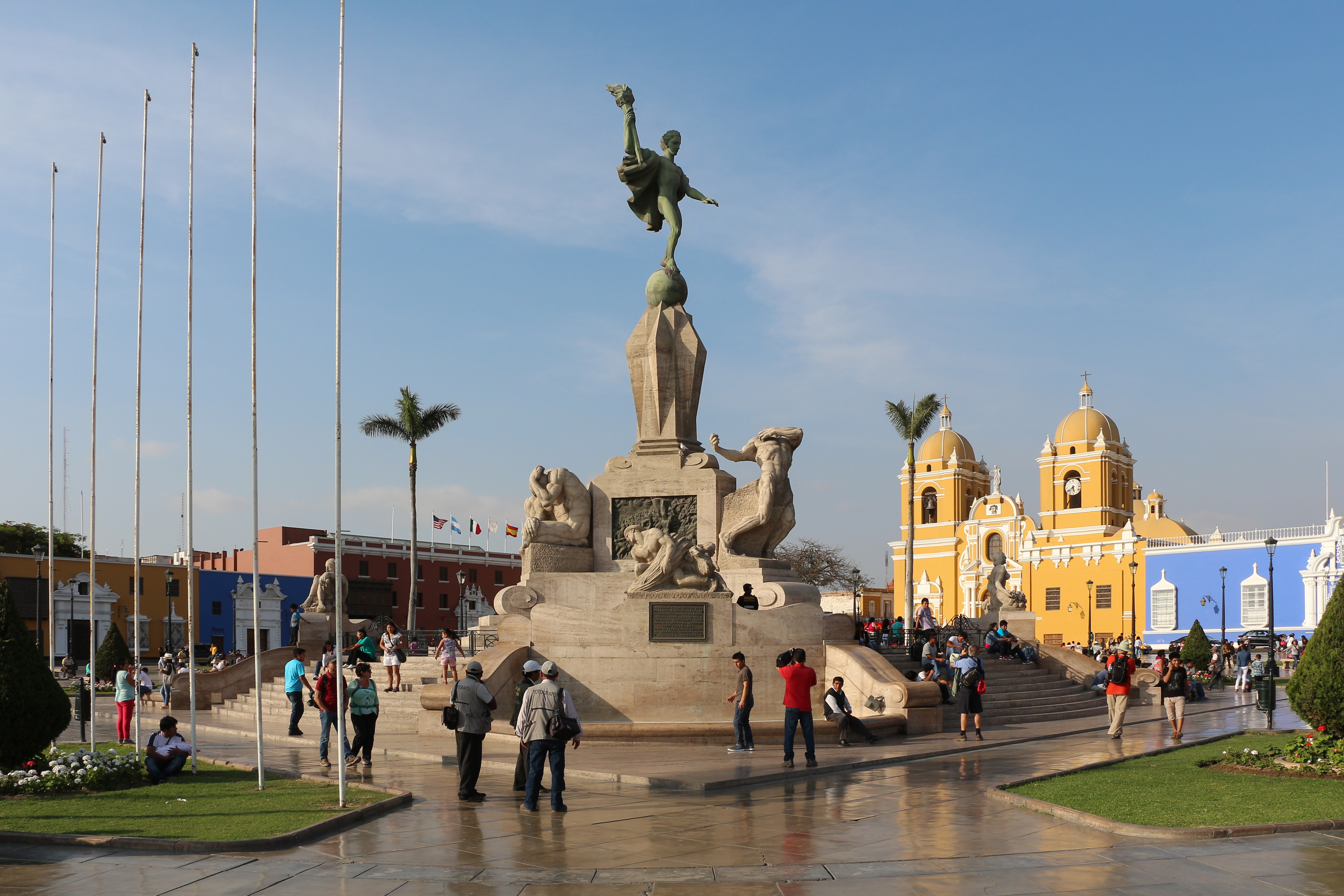
Monument à la liberté sur la place principale de Trujillo. Sculpture d’Edmund Moeller en l'honneur de la ville. On remarque la cathédrale à l'arrière plan.

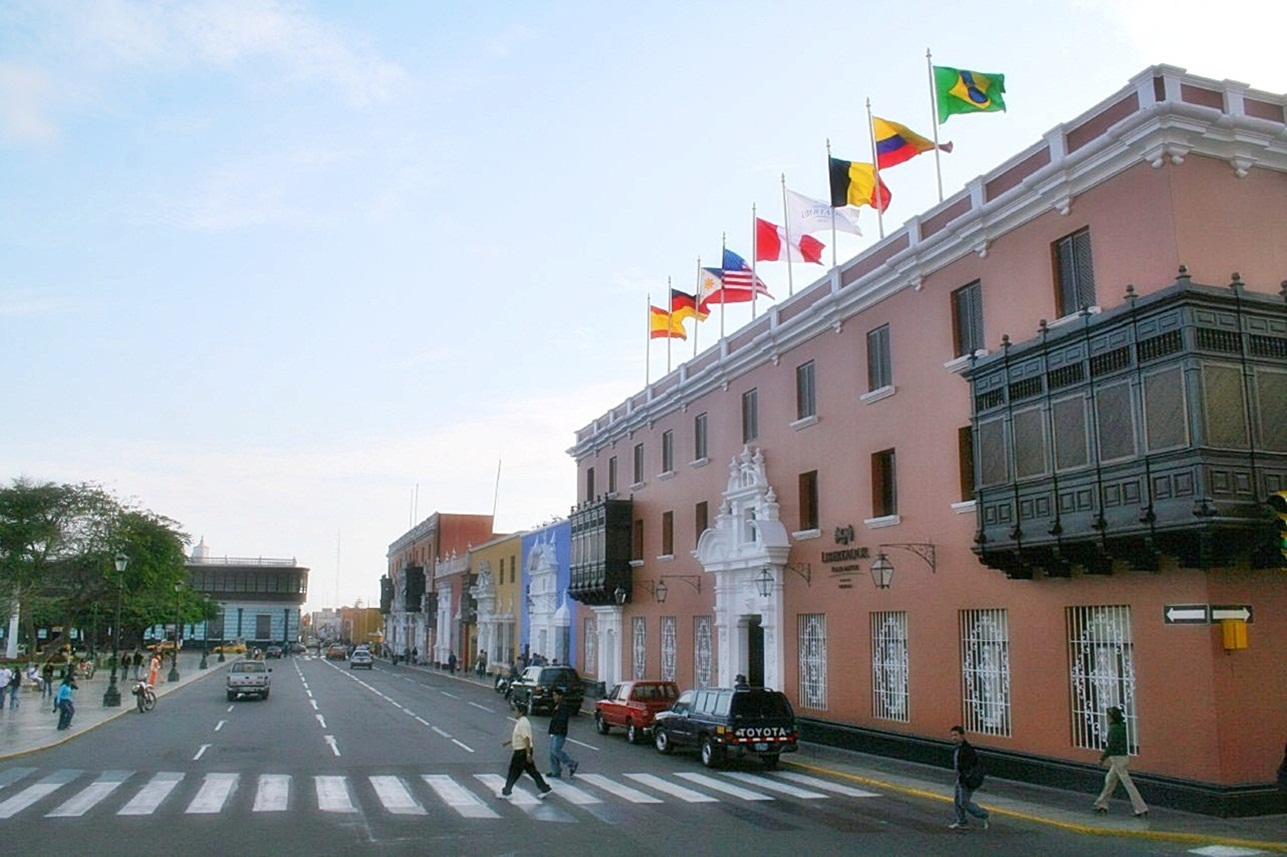
La rue de l'Indépendance borde la Plaza de Armas. À droite l'hôtel El Libertador.

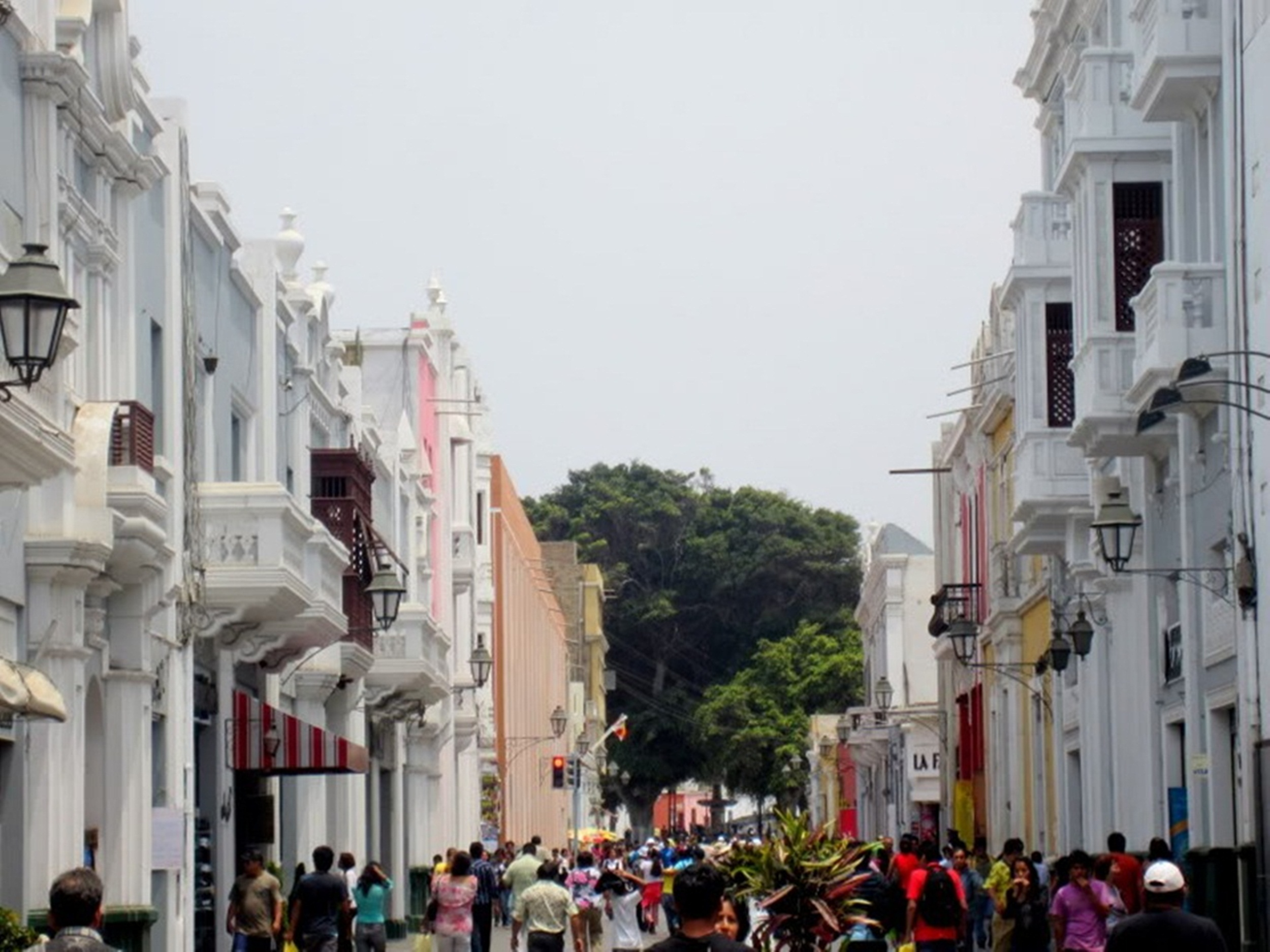
Le Paseo Pizarro, l'une des rues les plus fréquentées du centre historique de Trujillo. À l'arrière-plan se trouve la Plazuela El Recreo.

Entre 1821 et 1825, la région de Trujillo est la seule terre stable et productive de la république péruvienne naissante. En 1823, en réponse à la contre-attaque des troupes royalistes qui avaient pris la ville de Lima, le Congrès, convoqué à Callao, a décrété le 21 juin le transfert du siège du gouvernement à Trujillo. Cependant, quelques jours plus tard, le 23 juin, le Congrès a destitué José de la Riva Agüero de sa fonction de président de la République. Ayant appris ces événements, Riva Agüero s'est embarqué pour Trujillo avec ses ministres et une partie des députés. Une fois dans la ville, le 26 juin, il a établi son siège gouvernemental, dissous le Congrès et créé un Sénat de dix membres. De là, il a gouverné de facto jusqu'au 6 août 1823.
Le 26 mars 1824, la Cour Supérieure du Nord (actuelle Cour Supérieure de Justice de La Libertad), la première Cour Supérieure de Justice du Pérou, a été fondée. La même année, la ville a accueilli l'armée libératrice de Simón Bolívar, qui a assumé le gouvernement du pays et a établi à Trujillo les comptes nationaux, la gazette officielle et l'état-major, le 8 mars 1824. Plus tard, par décret du 26 mars 1824, Trujillo a été désignée capitale provisoire de la république, tandis que Lima était libérée.
Les années qui suivent la révolution voient la croissance de l'influence économique de la ville, compensant une perte de pouvoir politique au profit de Lima lorsque celle-ci est désignée capitale. 
Les vallées de la Moche et de la Chicama deviennent alors de nouvelles enclaves économiques pour l'industrie de la canne à sucre. La terre étant de plus en plus concentrée sur les grands domaines, une nouvelle "aristocratie agricole" s'est développée qui était liée au pouvoir politique national et l'influençait. La politique de libre-échange et d'ouverture aux investissements étrangers a attiré un afflux d'Européens, principalement de Grande-Bretagne et d'Allemagne. À cette époque, Trujillo comptait 15 000 habitants et a commencé à s'étendre au-delà des murs de la ville. De nouveaux styles architecturaux sont adoptés, influencés par le romantisme français et anglais.
Pendant la guerre du Pacifique contre le Chili entre 1879 et 1883, Trujillo a fourni des troupes pour la défense nationale. Bien que n'ayant jamais été un lieu de bataille, Trujillo a souffert de l'occupation par les troupes chiliennes et du pillage de la campagne environnante.

#### Première ville indépendante du Pérou
Elle est considérée comme la "Première Ville Indépendante du Pérou" à la suite de trois actes officiels : 
1. Elle a proclamé son indépendance de l'Espagne le 24 décembre 1820[18] à la "Casa de la Emancipación" (Maison de l'émancipation).
2. Ses dirigeants ont signé la déclaration d'indépendance au Séminaire de San Carlos y San Marcelo et proclamé l'indépendance lors d'une réunion publique sur la Plaza de Armas, le 29 décembre 1820. À cette occasion, le marquis de Torre Tagle déclarât : « Mon peuple. À partir de ce moment, par la volonté unanime du peuple, Trujillo est libre. J'ai mis notre destin et celui des gens sous la protection du Ciel ! Vive la patrie ! Vive l'indépendance ! »[19]
3. Enfin, le 6 janvier 1821, ses dirigeants ratifient l'accord et la proclamation de l'indépendance de cette ville, comme l'indique le Libro rojo (le livre rouge) du conseil de Trujillo.

Ces actions ont engagé l'indépendance pour presque tout le nord du Pérou, car le gouvernement de la ville de Trujillo dirigeait ce qui recouvre maintenant les départements de Tumbes, Piura, Lambayeque, La Libertad, Cajamarca, San Martín et Amazonas.

#### La République
Le Règlement Provisoire donné par le Général San Martín en 1821 a créé le Département de Trujillo, basé sur l'administration coloniale. Ce statut a été reconnu dans la première Constitution du Pérou en 1823. En raison de sa taille et de sa richesse économique, le département de Trujillo, entre 1821 et 1825, était la seule région qui pouvait organiser et diriger la république naissante. Le département couvrait près de la moitié du pays. Pour les efforts de sa population dans la guerre d'émancipation, San Martín lui a donné le titre de "Ville méritoire et loyale envers la patrie". La municipalité  - alors appelée cabildo - de la ville a reçu le rang d'"honorable".

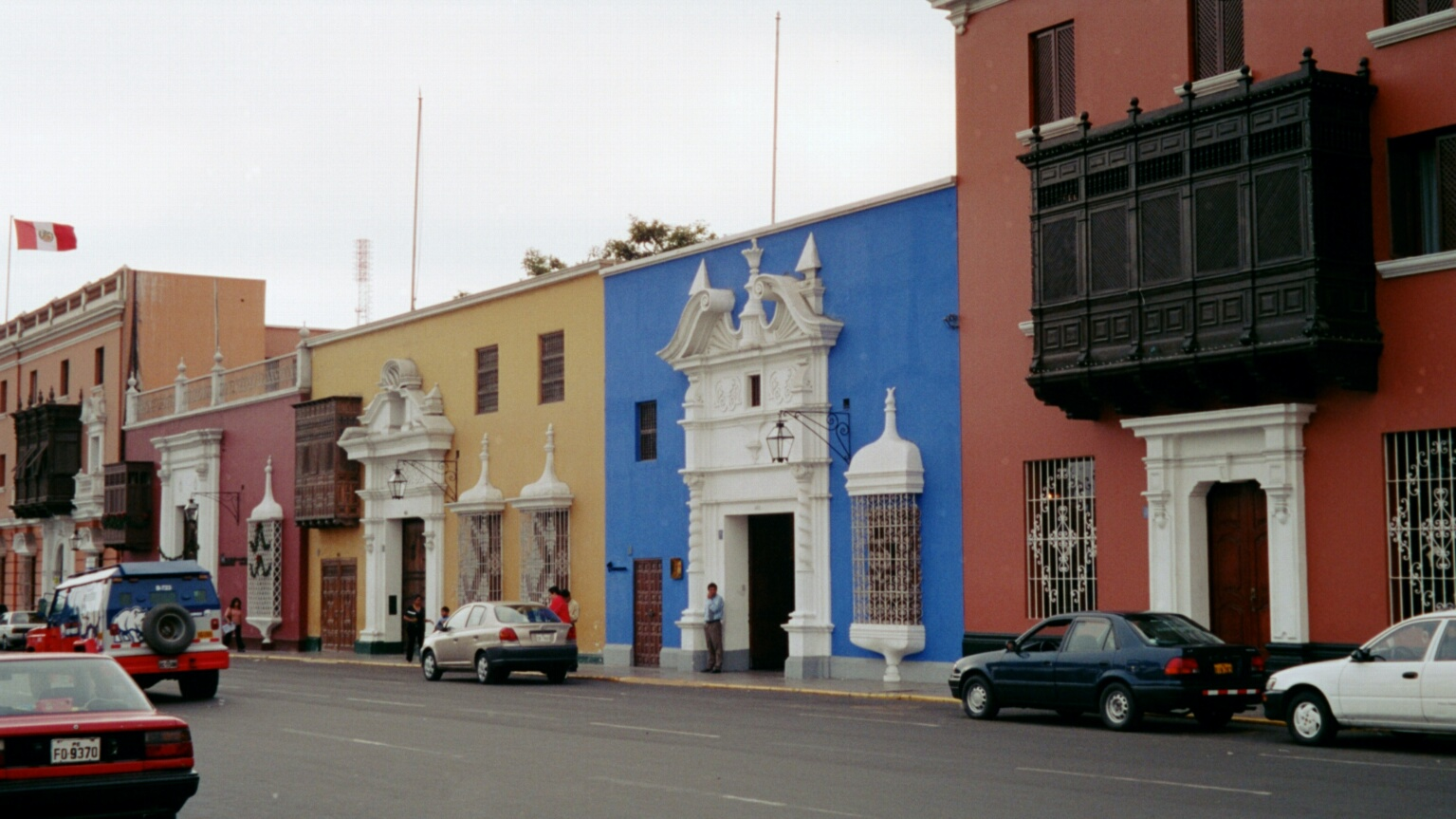
Architecture des XVIIIe siècle et XIXe siècle sur la Plaza de Armas.

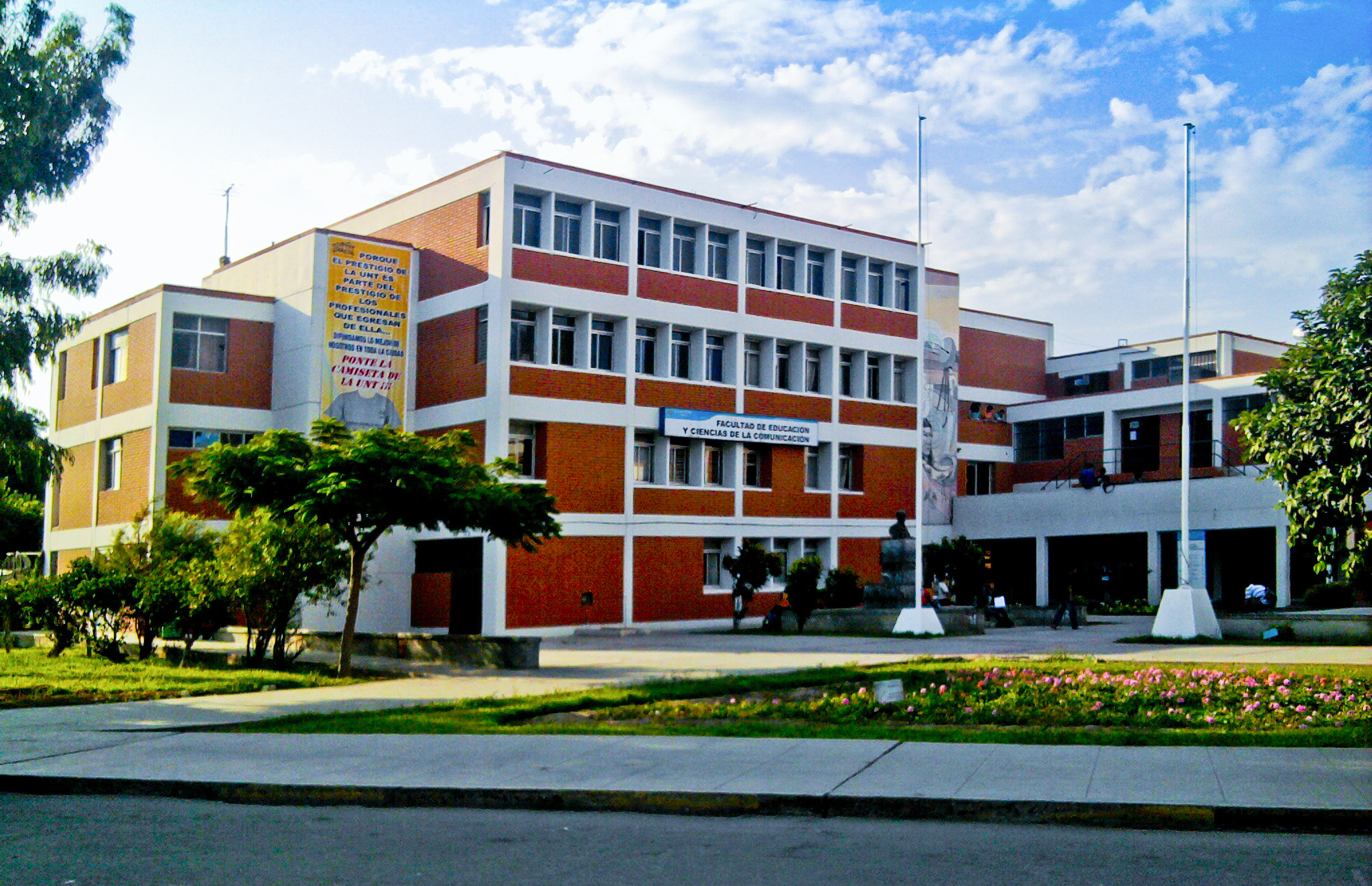
L'Université nationale de Trujillo a été la première université républicaine fondée au Pérou.

En 1823, après la création de la République du Pérou, le protectorat de José de San Martín fut développé. Avant que les troupes royales espagnoles ne s'emparent de la ville de Lima, le premier président du Pérou, Don José de la Riva Agüero, avec José Faustino Sánchez Carrión (1787-1825), a désigné Trujillo comme capitale provisoire du pays.
En 1824, la ville a reçu l'armée de libération de Simón Bolívar. Reprenant le gouvernement du pays, il établit un gouvernement temporaire du pays à Trujillo, le 8 mars 1824.
En 1821, la Cour d'appel a été créée pour remplacer la Cour royale. Sa juridiction s'étendait aux départements actuels de Cajamarca, Piura, Lambayeque, Amazonas (alors appelés Chachapoyas), et Huamachuco (aujourd'hui Province  de Sánchez Carrión).
Le 26 mars 1824, Simón Bolívar établit la première Cour supérieure de justice de Trujillo comme Cour supérieure du Nord. Il s'agit de la première Haute Cour de justice créée au Pérou avec des pouvoirs de Cour suprême.
À la fin du XIXe siècle, les cinq entrées avaient disparu de la ville et c'est à cette époque que le mur de Trujillo fut démoli ce qui permit la croissance de la ville. Cette expansion urbaine nécessité la création des quartiers de Chicago, La Unión et Pedro Muñiz. 
Pendant l'administration de Don Víctor Larco Herrera en tant que maire, la ville a commencé à se moderniser par des travaux, tels que la construction de l'Hôtel de Ville, l'aménagement et l'embellissement de la Plaza de Armas et de l'atrium de la Cathédrale. Il a également fait construire la route menant à la station balnéaire (aujourd'hui un quartier de la ville) de Buenos Aires, ce qui a élargi la perspective d'urbanisme de la ville. Un autre projet a été la rénovation du Théâtre Municipal.

### Trujillo auXXesiècle

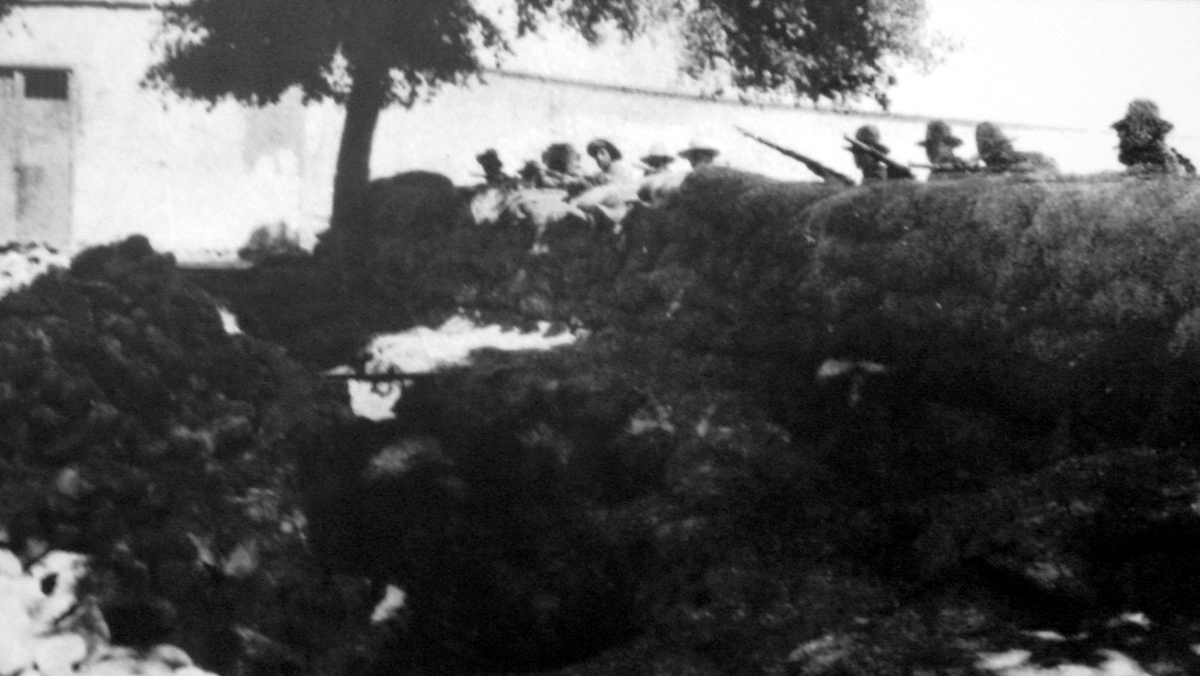
Barricade à Trujillo en 1932.

En juillet 1932, Trujillo est de nouveau au centre d'un des épisodes les plus importants de l'histoire de la République du Pérou, la Révolution de Trujillo (1932) (en), qui coûta la vie à de nombreux citoyens. Bien que cette année soit connue comme "l'année de la barbarie", elle marquera aussi l'identité politique de la ville au cours de la seconde moitié du siècle.
La seconde moitié du XXe siècle a vu l'expansion de la ville grâce à la combinaison de l'exode rural et de la consolidation des quartiers environnants dans la zone métropolitaine de Trujillo.
À partir de 1980, Trujillo a pris l'aspect et le comportement d'une zone métropolitaine particulièrement dynamique, car la croissance de la ville et des quartiers adjacents avait déjà produit une seule zone métropolitaine. Dans les années 1980, l'aire métropolitaine naissante de Trujillo comprenait les districts urbains intégrés de Trujillo, El Porvenir et Florencia de Mora, Víctor Larco Herrera et La Esperanza restant des districts disjoints. En 1981, la ville comptait 403 337 habitants. C'est également dans ces années 1980 qu'a été lancé le projet de parc industriel de Trujillo, situé du côté nord de la ville, dans l'actuel quartier de La Esperanza.
Avec l'avènement des années 1990, la ville de Trujillo a été étendue aux districts de La Esperanza et Victor Larco Herrera et l'expansion de la ville a fait que les districts de Moche, Trujillo, Salaverry et Laredo font désormais partie de cette métropole. Dans la première moitié des années 1990, après l'émergence de la zone d'El Milagro dans le Huanchaco, celle-ci a été rattachée au district de La Esperanza, et l'interdépendance croissante avec les districts de Moche et Laredo, a définitivement placé Trujillo comme l'une des trois plus grandes mégalopoles du Pérou avec une population près de 920 000 habitants.

### Trujillo auXXIesiècle

#### Planification du développement

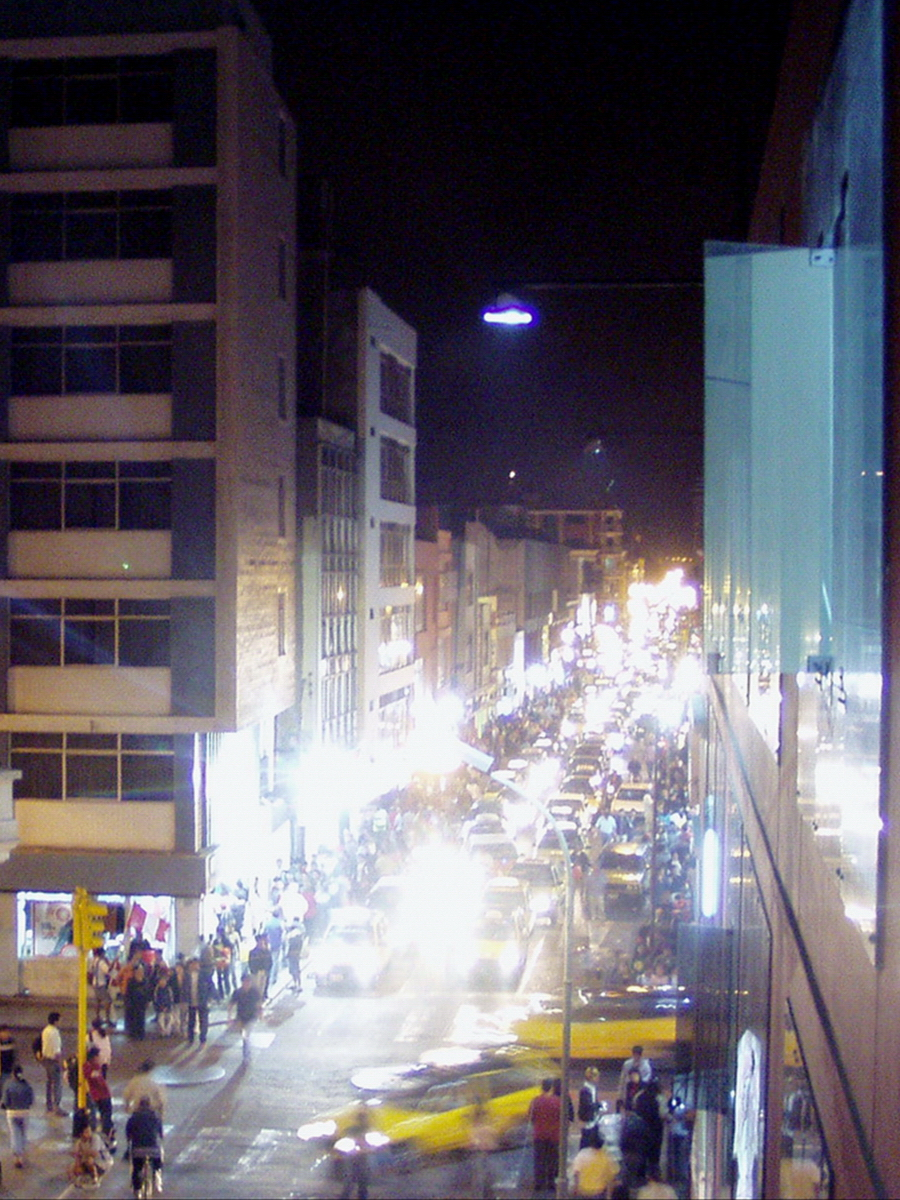
Rue Gamarra dans le centre-ville

Avec l'expérience des deux dernières décennies du XXe siècle, lorsque la ville a connu une croissance excessivement désordonnée tout en augmentant les coûts des services de base à la population, la municipalité provinciale de Trujillo a créé le "Plan de développement métropolitain de Trujillo 2010".  
Connu comme le "Plandemetru", ce projet a été approuvé par décret municipal le 30 novembre 1995. C'est ainsi que la croissance et le développement de la ville ont été planifiés jusqu'en 2010. 
Ensuite, les lignes de développement de la métropole ont été régies par le "Plan stratégique pour le développement intégral et durable de Trujillo jusqu'en 2015" contenant les orientations générales pour le développement de la ville pour la période.

#### Développement durable
En novembre 2010, Trujillo a été la première ville d'Amérique latine et des Caraïbes à être choisie par la Banque interaméricaine de développement (BID) pour développer le projet pilote "Ville durable" dans le cadre de la plate-forme "Villes émergentes et durables de la BID". Ce projet comprend un plan d'action pour pallier les changements climatiques, qui portera sur les limites d'émissions à Trujillo et examinera la liste des projets d'investissement concernant la durabilité climatique. Selon le représentant de la BID Fidel Jaramillo, Trujillo a été choisi comme premier moteur de progrès en Amérique latine pour développer cette nouvelle initiative. 
Le plan de Trujillo est de concevoir le futur de la ville à partir des perspectives telles que la viabilité fiscale et financière qui sont fondamentales, mais aussi la viabilité environnementale et la qualité de vie. La BID développe des projets pertinents en coordination avec la municipalité provinciale de Trujillo,. 
En 2012, Trujillo a commencé à développer, avec le soutien de la société technologique américaine IBM, le projet "Smart City", qui tentera de se concentrer technologiquement sur les deux problèmes de la sécurité publique et des transports.

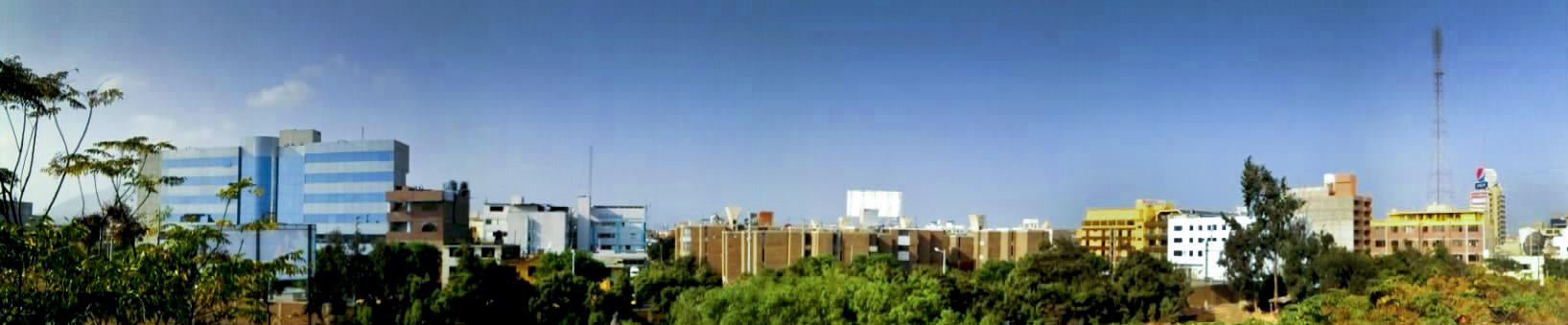
Vue panoramique de Trujillo. À gauche le siège du Ministère Public.

## Géographie
Situé à 550 km de Lima, au nord du Pérou, Trujillo s'étend sur la rive droite du fleuve Moche, près de la côte pacifique. Son aire urbaine couvre un immense territoire d'environ 10 000 hectares et occupe les grandes vallées au nord comme celle de Chimo (aujourd'hui vallée de Moche), les vallées intérieures et celle du fleuve Chicama ainsi que la vallée de Virú au sud.

## Climat
Trujillo bénéficie d'un climat tempéré et relativement sec, caractérisé par des températures moyennes avoisinant les 32 °C en été et les 13 °C en hiver. Durant les mois d'été, Trujillo affiche en permanence des températures moyennes agréables allant de 22 °C à 32 °C, qui s'accompagnent de quelques précipitations mineures pendant la nuit. 
De mai à décembre, les minimales oscillent de 20 °C à 13 °C et des précipitations sous forme de pluie ou bruine tombent sur les vallées locales. En général, Trujillo connaît un climat assez doux et agréable tout au long de l'année, ce qui lui a valu le surnom de Ville du printemps éternel.
| Mois                              | jan. | fév. | mars | avril | mai | juin | jui. | août | sep. | oct. | nov. | déc. | année |
| --------------------------------- | ---- | ---- | ---- | ----- | --- | ---- | ---- | ---- | ---- | ---- | ---- | ---- | ----- |
| Température minimale moyenne (°C) | 19   | 21   | 20   | 19    | 18  | 17   | 16   | 16   | 16   | 16   | 17   | 18   | 17    |
| Température moyenne (°C)          | 22   | 23   | 22   | 21    | 20  | 19   | 18   | 17   | 17   | 18   | 19   | 20   | 20    |
| Température maximale moyenne (°C) | 23   | 25   | 25   | 23    | 22  | 21   | 20   | 19   | 19   | 20   | 21   | 22   | 21    |
| Record de froid (°C)              | 10   | 12   | 12   | 15    | 8   | 12   | 12   | 11   | 7    | 12   | 7    | 11   | 7     |
| Record de chaleur (°C)            | 31   | 32   | 32   | 32    | 32  | 28   | 28   | 28   | 28   | 28   | 27   | 31   | 32    |
| Précipitations (mm)               | 20   | 20   | 60   |       |     |      |      |      |      |      |      |      | 120   |

## Démographie
Districts métropolitains de Trujillo.
| Nom du district                         | Superficie (km²) | Population (hab) * | Population (Estimation 2012) | Densité (hab/km²) * | Altitude (m) | Distance à Trujillo (km) |
| --------------------------------------- | ---------------- | ------------------ | ---------------------------- | ------------------- | ------------ | ------------------------ |
| Trujillo                                | 39,36            | 294 899            | 315 410                      | 7 035,5             | 35           | 0                        |
| El Porvenir                             | 36,7             | 140 507            | 170 108                      | 3 609,29            | 90           | 3                        |
| Florencia de Mora                       | 1,99             | 40 014             | 41 965                       | 18 802,5            | 85           | 6                        |
| Huanchaco                               | 333,9            | 44 806             | 59 001                       | 114,2               | 23           | 12                       |
| La Esperanza                            | 18,64            | 173 163            | 151 845                      | 7,8                 | 77           | 1                        |
| Laredo                                  | 335,44           | 32 825             | 34 976                       | 96,17               | 89           | 4                        |
| Moche                                   | 25,25            | 29 727             | 33 187                       | 1 146,7             | 4            | 7                        |
| Salaverry                               | 390,55           | 13 892             | 16 658                       | 33,67               | 3            | 15                       |
| Victor Larco Herrera                    | 18,02            | 55 781             | 61 845                       | 2 846,17            | 3            | 5                        |
| Total                                   | 1 199,85         | 804 296            | 906 313                      | 631,13              | —            | —                        |
| *Données recueillies par l'INEI en 2007 |                  |                    |                              |                     |              |                          |

## Économie

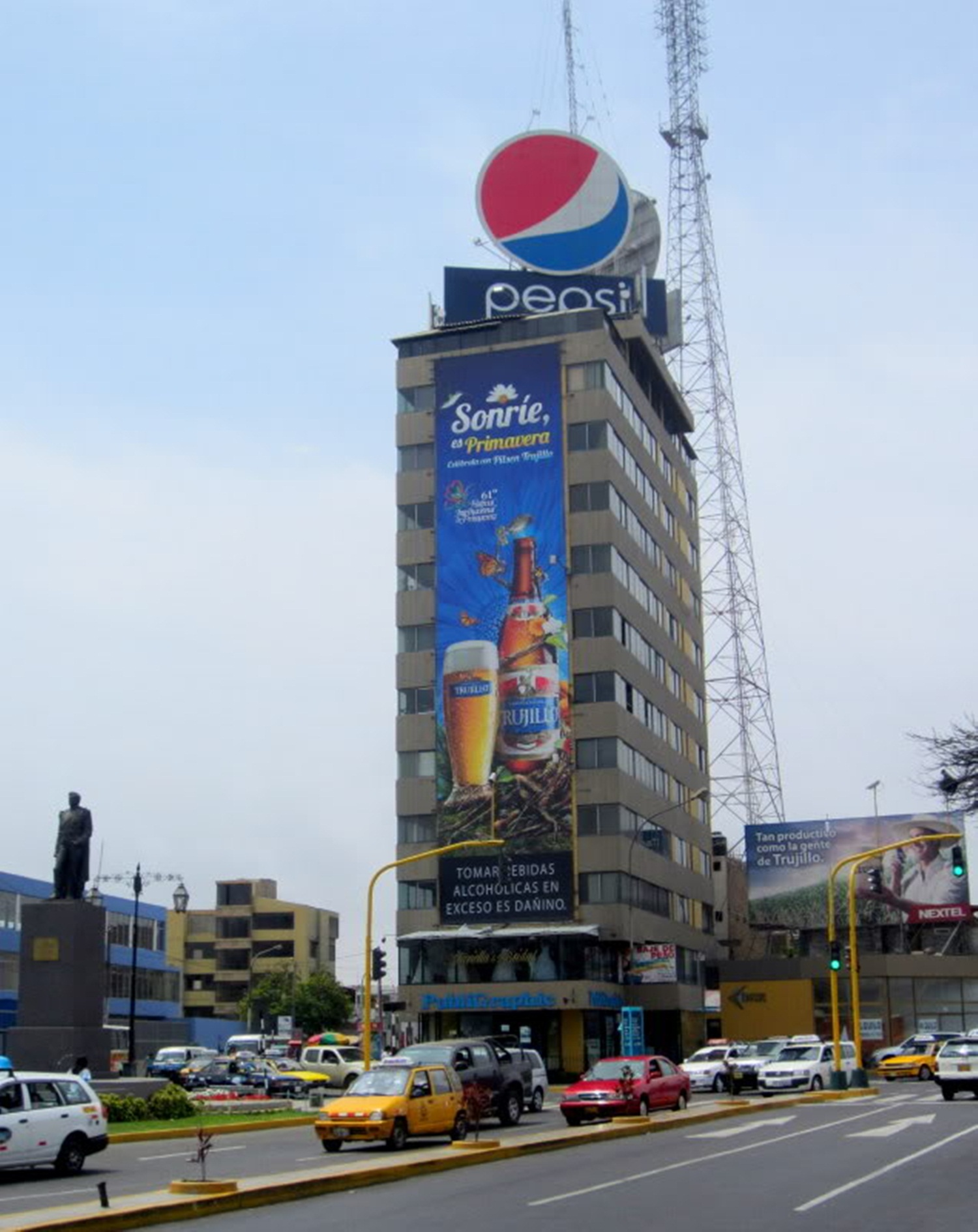
Avenue d'Espagne.

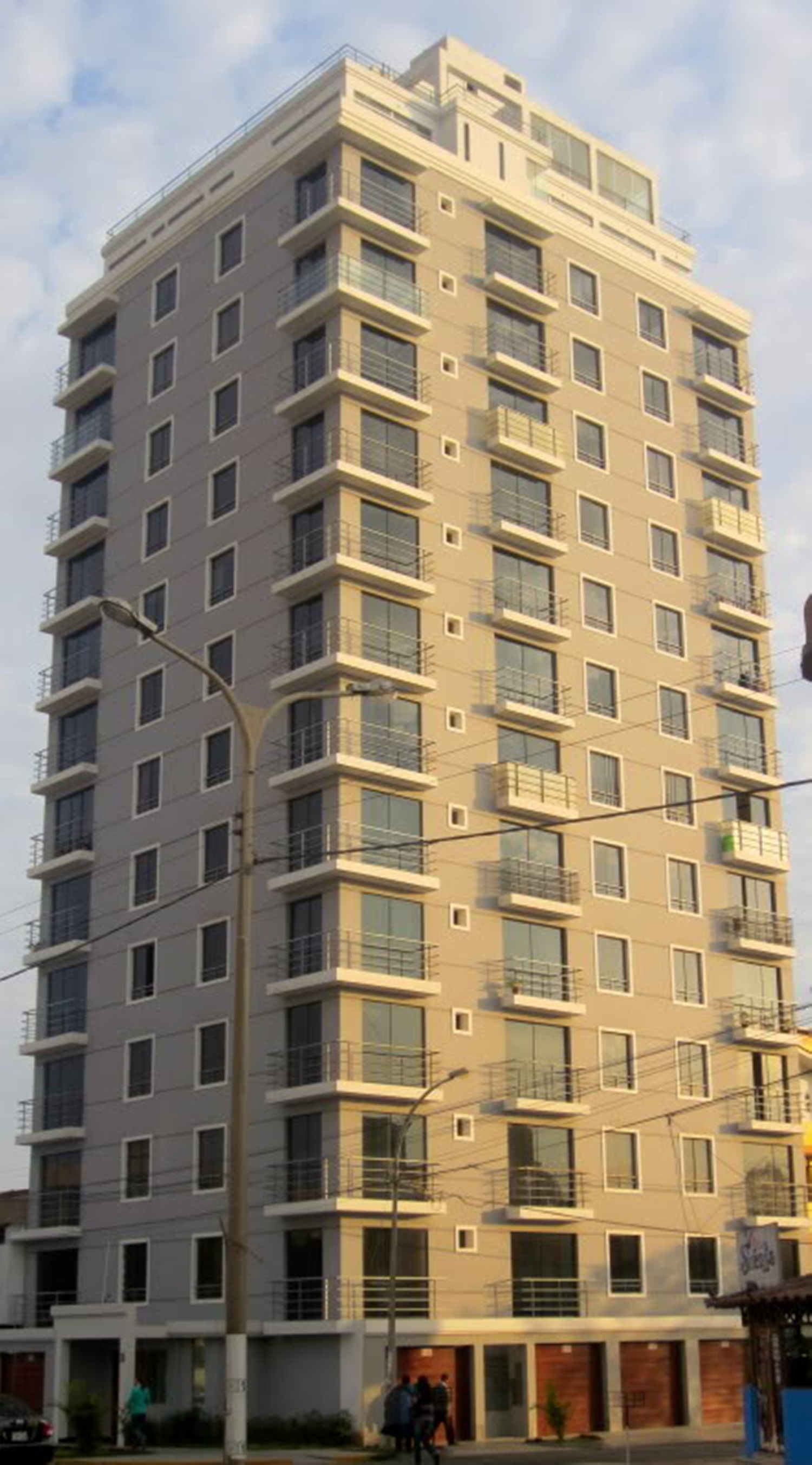
Constructions de Trujillo.

La ville de Trujillo s'est considérablement développée grâce à une agriculture irriguée extensive, avec la production et les bénéfices élevés de l'industrie de la canne à sucre. Aujourd'hui, les asperges et les chaussures sont quelques-uns des principaux produits de sa région métropolitaine. Les terres irriguées de la vallée de la Moche produisent de la canne à sucre, du riz et des asperges. 
Les industries de la ville comprennent les raffineries de sucre de canne, les usines de tricots, les brasseries et l'industrie de la chaussure. 
Parmi les produits internationalement connus de Trujillo, l'asperge - dont le Pérou est le 2e producteur mondial après la Chine - est exportée vers les pays voisins, l'Europe et les États-Unis. Les producteurs de la région autour de Trujillo sont parmi les plus grands exportateurs d'asperges blanches dans le monde.
Trujillo est le centre économique le plus important du nord du Pérou; Il est un centre commercial et de transport intérieur pour les zones agricoles environnantes. Ses nombreux centres commerciaux, supermarchés, grands magasins et autres commodités font de Trujillo une ville moderne.
Ces dernières années, un autre secteur économique important dans la ville est l'industrie de la construction. Selon l'Institut de Construction et de Développement de la Chambre de Construction Péruvienne, entre 2006 et mai 2012 l'activité de construction à Trujillo a augmenté de 500 %. L'étude révèle qu'en 2006 ont été construits 92 770 m2 et les premiers mois de 2012 ce chiffre est passé à 437 440 m2, principalement en raison de la superficie accrue de chaque logement.

## Éducation et culture
Trujillo est considérée comme la « capitale de la culture du Pérou » parce que dans cette ville se sont formés de grands penseurs et écrivains comme César Vallejo et Víctor Raúl Haya de la Torre, et aussi parce que la ville a des traditions importantes telles que la marinera (une danse), l'équitation ou la gastronomie. Le Groupe Nord est un groupe culturel qui s'y est formé ; Eduardo González Viaña et Gerardo Chavez en sont les successeurs.
Trujillo est le siège des principaux établissements d’enseignement supérieur dans le nord du Pérou et la deuxième ville ayant le plus grand nombre d’universités dans le pays. En plus de cinq universités privées et une publique, il existe également sept filiales des universités nationales et privées qui font un total de treize universités installées à Trujillo.
Parmi les plus grandes et importantes universités de la ville, on peut citer: L’Université nationale de Trujillo (UNT), l’Université privée Antenor Orrego (UPAO ), l’Université privée du Nord (UPN) et l’Université César Vallejo (UCV).

## Tourisme

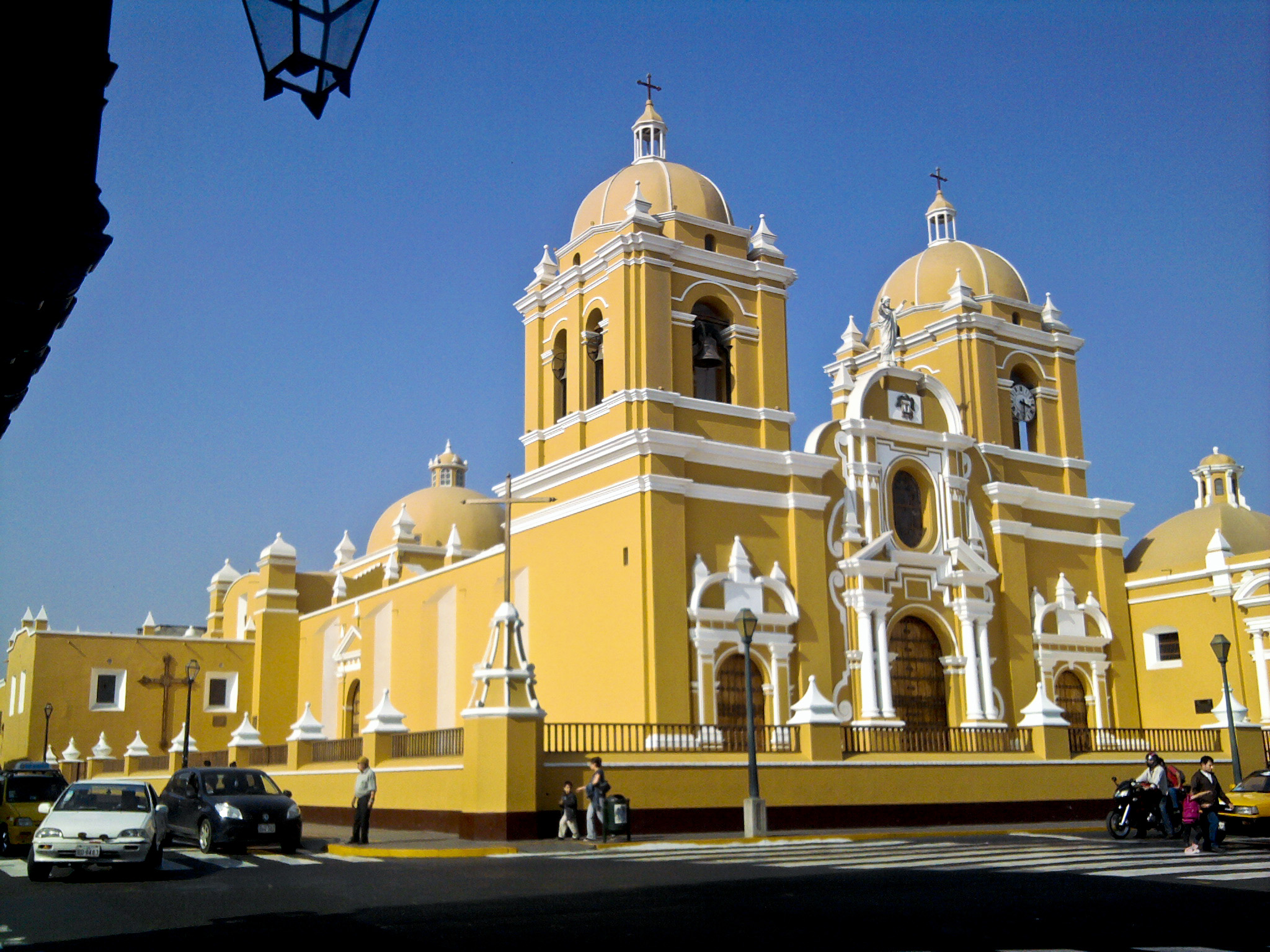
Cathédrale de Trujillo, d'architecture baroque coloniale.

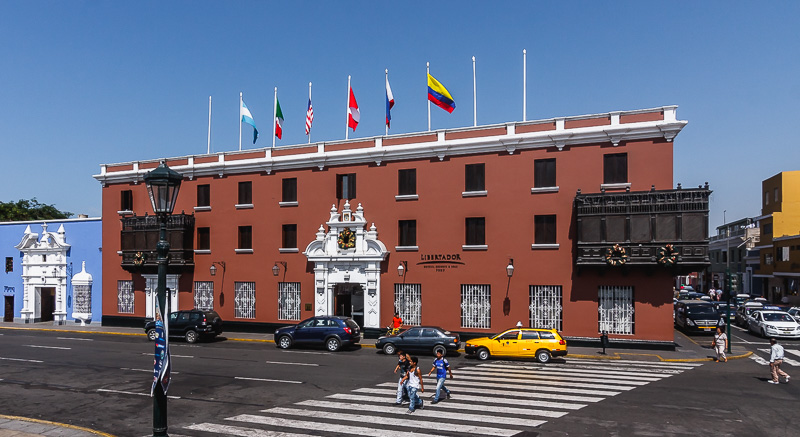
L'hôtel "Libertador" sur la Plaza de Armas.

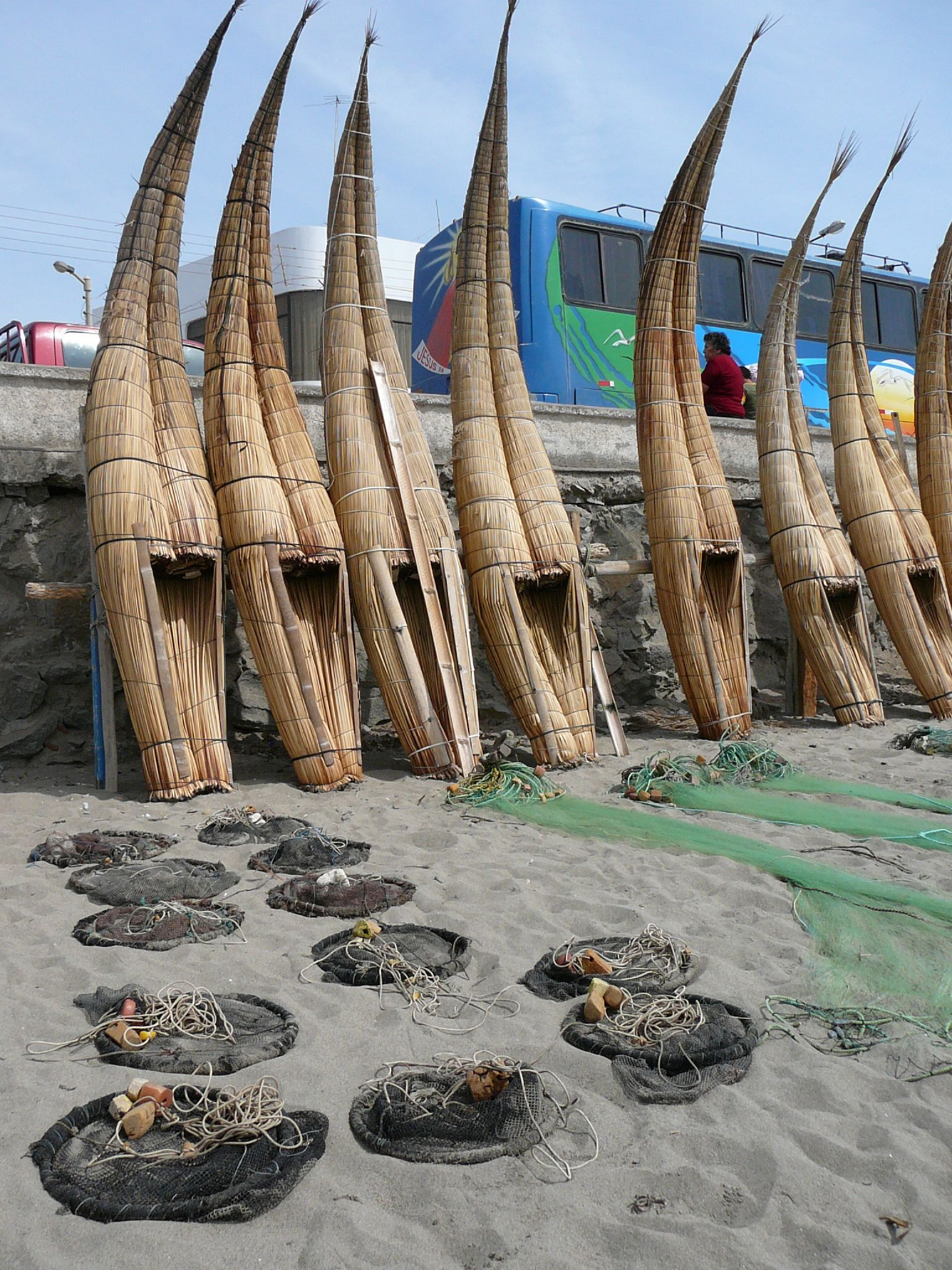
Cabalittos de totora.

Trujillo jouit de la proximité d'importants sites archéologiques des cultures Moche, et Chimú, notamment Chan Chan et les Huacas du Soleil et de la Lune.
Trujillo aspire à être inscrite comme ville au Patrimoine de l'Humanité au titre de son centre-ville historique. Sa demande a été soumise à l'UNESCO le 30 août 1996.
La ville est à 18 km de la mer. Huanchaco est la station balnéaire touristique qui lui est associée. C'est un haut lieu du surf. On peut également y admirer les "Caballitos de totora", frêles embarcations faites de jonc utilisées par les pécheurs locaux.
La gastronomie trujillane comprend le ceviche (poisson et fruits de mer marinés dans du jus de citron vert), le cabrito (plat à base de chevreau), ainsi que le fameux gâteau "King Kong" appelé ainsi par sa taille, ainsi que beaucoup d'autres plats. 
Chaque année au mois de janvier a lieu à Trujillo, le Concours national de la Marinera, danse typique de la région et danse nationale du Pérou.
Au mois d'octobre a lieu le Festival international du Printemps, au cours duquel a lieu le traditionnel « Corso » du printemps, avec un défilé de reines du printemps au cours duquel on peut admirer "la légendaire beauté de la femme trujillana" (Miss Monde 2004, María Julia Mantilla est trujillana), ainsi que des chars allégoriques représentant différentes institutions de la ville.
Trujillo possède un bureau d'Iperú, information et assistance au touriste.

### Monuments et lieux touristiques
- Cathédrale de l'Annonciation de Trujillo
- Monument à la Liberté
- Place Royale
- Plages et site archéologique de Huanchaco
- Complexe archéologique El Brujo (Señora de Cao)
- Site archéologique Huaca de la Luna
- Site archéologique de Chan Chan

## Jumelages
- En Europe
  -  Trujillo (Espagne)
  -  Barcelone (Espagne)
  -  Sucy-en-Brie (France)
  -  Montcuq (France)
- En Amérique
  -  Salt Lake City (États-Unis)
  -  Monterrey (Mexique)
  -  Managua (Nicaragua)
  -  Asuncion (Paraguay)
  -  Trujillo (Venezuela)
  -  Trujillo (Honduras)

## Personnalités nées à Trujillo
- Luis Fernando Jara (1969), poète.
- Victor Raúl Haya de la Torre, homme politique péruvien.
- María José Lora (1990-), actrice et mannequin péruvienne.
- María Julia Mantilla, mannequin péruvienne.
- Henry Ian Cusick, acteur britannique et péruvien.
- Orlando de la Torre (1943-2022), joueur de football, international péruvien.